# Saint-Clément (Aisne)
Saint-Clément é uma comuna francesa na região administrativa de Altos da França, no departamento de Aisne. Estende-se por uma área de 5,01 km². Em 2010 a comuna tinha 48 habitantes (densidade: 9,6 hab./km²).